# Grewia angustisepala
Grewia angustisepala är en malvaväxtart som beskrevs av Hung T. Chang. Grewia angustisepala ingår i släktet Grewia och familjen malvaväxter. Inga underarter finns listade i Catalogue of Life.